# Чемпіонат СРСР з хокею із шайбою 1972—1973
27-й чемпіонат СРСР з хокею із шайбою проходив з 2 жовтня 1972 року по 30 квітня 1973 року. У змаганні брали участь дев′ять команд. Переможцем став клуб ЦСКА. Найкращий бомбардир — Володимир Петров (49 очок).

## Вища ліга
| М | Команда                    | І  | В  | Н | П  | Ш       | О  |
| - | -------------------------- | -- | -- | - | -- | ------- | -- |
|   | ЦСКА                       | 32 | 26 | 2 | 4  | 204-102 | 54 |
|   | «Спартак» Москва           | 32 | 23 | 2 | 7  | 178-108 | 48 |
|   | «Крила Рад» Москва         | 32 | 18 | 4 | 10 | 137-106 | 40 |
| 4 | «Динамо» Москва            | 32 | 19 | 1 | 12 | 140-82  | 39 |
| 5 | «Торпедо» Горький          | 32 | 12 | 4 | 16 | 119-129 | 28 |
| 6 | «Хімік» Воскресенськ       | 32 | 13 | 1 | 18 | 111-122 | 27 |
| 7 | СКА Ленінград              | 32 | 9  | 4 | 19 | 101-155 | 22 |
| 8 | «Трактор» Челябінськ       | 32 | 9  | 2 | 21 | 114-184 | 20 |
| 9 | «Автомобіліст» Свердловськ | 32 | 4  | 2 | 26 | 101-217 | 10 |

### Склад чемпіонів
ЦСКА: воротарі — Микола Адонін, Владислав Третьяк; захисники — Олексій Волченков, Олександр Гусєв, Віктор Кузькін, Володимир Лутченко, Олександр Рагулін, Геннадій Циганков; нападники — Юрій Блінов, Володимир Вікулов, Олександр Волчков, Сергій Глазов, Володимир Гостюжев, Віктор Жлуктов, Борис Михайлов, Євген Мишаков, Володимир Петров, Володимир Трунов, Валерій Харламов, Анатолій Фірсов. Тренер — Анатолій Тарасов.

## Найкращі бомбардири
1. Володимир Петров (ЦСКА) — 49 очок (27+22).
2. Олександр Мартинюк («Спартак» Москва) — 40 (22+18).
3. Володимир Вікулов (ЦСКА) — 40 (21+19).
4. Володимир Шадрін («Спартак» Москва) — 39 (24+15).
5. Борис Михайлов (ЦСКА) — 38 (25+13).
6. Олександр Якушев («Спартак» Москва) — 36 (26+10).
7. Олександр Мальцев («Динамо» Москва) — 36 (20+16).
8. Анатолій Фірсов (ЦСКА) — 33 (25+8).

## Команда усіх зірок
- Воротар: Владислав Третьяк (ЦСКА)
- Захисники: Валерій Васильєв («Динамо») — Володимир Лутченко (ЦСКА)
- Нападники: Борис Михайлов (ЦСКА) — Володимир Петров (ЦСКА) — Валерій Харламов (ЦСКА)

## Призи та нагороди
| Нагорода                 | Переможець                                                  |
| ------------------------ | ----------------------------------------------------------- |
| Найкращий хокеїст сезону | Валерій Харламов (ЦСКА)                                     |
| Приз справедливої гри    | «Спартак» Москва                                            |
| Три бомбардири           | Борис Михайлов — Володимир Петров — Валерій Харламов (ЦСКА) |

## Перехідні матчі
- «Кристал» Саратов — «Трактор» Челябінськ 2:3, 0:10

## Перша ліга
| М  | Команда                     | І  | В  | Н | П  | Ш       | О  |
| -- | --------------------------- | -- | -- | - | -- | ------- | -- |
| 1  | «Динамо» Рига               | 48 | 42 | 2 | 4  | 336-135 | 86 |
| 2  | «Кристал» Саратов           | 48 | 32 | 5 | 11 | 213-144 | 69 |
| 3  | «Сибір» Новосибірськ        | 48 | 28 | 4 | 16 | 240-175 | 60 |
| 4  | «Динамо» Київ               | 48 | 25 | 3 | 20 | 190-181 | 53 |
| 5  | «Локомотив» Москва          | 48 | 22 | 9 | 17 | 148-115 | 53 |
| 6  | «Салават Юлаєв» Уфа         | 48 | 23 | 4 | 21 | 167-180 | 50 |
| 7  | СКА МВО Калінін             | 48 | 19 | 6 | 23 | 192-205 | 44 |
| 8  | «Торпедо» Усть-Каменогорськ | 48 | 17 | 8 | 23 | 177-205 | 42 |
| 9  | «Молот» Перм                | 48 | 18 | 5 | 25 | 156-200 | 41 |
| 10 | Єнбек Алма-Ата              | 48 | 17 | 6 | 25 | 149-181 | 40 |
| 11 | «Металург» Новокузнецьк     | 48 | 15 | 6 | 27 | 152-235 | 36 |
| 12 | «Торпедо» Мінськ            | 48 | 12 | 5 | 31 | 151-218 | 29 |
| 13 | «Кристал» Електросталь      | 48 | 8  | 5 | 35 | 124-221 | 21 |

Найкращі снайпери: Борис Пономарьов, Володимир Серняєв (обидва — «Динамо» Рига) — по 44 шайби.